# Rusdi Suparman
Rusdi Suparman (ur. 27 stycznia 1973 w Selayangu) – malezyjski piłkarz grający na pozycji napastnika, reprezentant kraju.

## Życiorys
Przez większość kariery klubowej był związany z Selangor FA, z którym w 2000 roku został mistrzem Malezji i czterokrotnie (1995, 1996, 1997, 2002) zdobył puchar kraju. W 1995 roku był najlepszym strzelcem Pucharu Malezji. Natomiast w 1999 roku został królem strzelców Liga Perdana 2, zdobywając 15 goli. W 2004 roku grał w Selangor PKNS, a rok 2005 spędził na grze w Melaka Telekom.
W reprezentacji zadebiutował 6 marca 1996 roku w wygranym 5:2 meczu z Indiami w ramach eliminacji do Pucharu Azji 1996. Pierwszy raz zapisał się na liście strzelców reprezentacji, kiedy zdobył dwa gole w wygranym 7:2 spotkaniu z Kambodżą w ramach Igrzysk Azji Południowo-Wschodniej. Ogółem wystąpił w 35 spotkaniach reprezentacji, zdobywając 18 goli. Ostatnim jego spotkaniem w kadrze był występ przeciwko Bośni i Hercegowinie 25 czerwca 2001 roku w ramach Pestabola Merdeka, w którym zdobył bramkę, a mecz zakończył się wynikiem 2:2.
Po zakończeniu kariery piłkarskiej był asystentem trenera m.in. w Harimau Muda A i Selangor FA.

## Statystyki ligowe
| Sezon | Klub           | Liga                    | Mecze | Gole |
| ----- | -------------- | ----------------------- | ----- | ---- |
| 1997  | Selangor FA    | Liga Perdana            | ?     | 3    |
| 1998  | Selangor FA    | Liga Perdana 1          | ?     | 0    |
| 1999  | Selangor FA    | Liga Perdana 2          | ?     | 15   |
| 2000  | Selangor FA    | Liga Perdana 1          | ?     | 10   |
| 2001  | Selangor FA    | Liga Perdana 1          | ?     | 11   |
| 2002  | Selangor FA    | Liga Perdana 1          | ?     | 2    |
| 2003  | Selangor FA    | Liga Perdana 1          | ?     | 2    |
| 2004  | Selangor PKNS  | Malaysia Premier League | ?     | 8    |
| 2005  | Melaka Telekom | Malaysia Super League   | ?     | 1    |